# Blaženko Boban
Blaženko Boban (nascido a 27 de Agosto de 1960) é um político croata que serve como prefeito do condado de Split-Dalmácia desde 2017.
Foi deputado no seu país entre 14 de Outubro de 2016 e 22 de Julho de 2020.